# Gran Premio d'Arabia Saudita 2022
Il Gran Premio d'Arabia Saudita 2022 è stata la seconda prova della stagione 2022 del campionato mondiale di Formula 1. La gara si è tenuta domenica 27 marzo sul circuito cittadino di Gedda ed è stata vinta dall'olandese Max Verstappen su Red Bull Racing-RBPT, al ventunesimo successo in carriera; Verstappen ha preceduto all'arrivo i due piloti della Ferrari, il monegasco Charles Leclerc e lo spagnolo Carlos Sainz Jr..

## Vigilia

### Sviluppi futuri
Gli organizzatori del Gran Premio del Canada, che in questa stagione torna a fare parte del calendario del campionato mondiale di Formula 1, confermano la disputa dell'evento nella data programmata del 19 giugno, la nona corsa del campionato. Nelle ultime due stagioni, il Gran Premio non si è disputato a causa delle problematiche dettate dalla pandemia di COVID-19.

### Aspetti tecnici
Per questo Gran Premio la Pirelli, fornitore unico degli pneumatici, offre la scelta tra gomme di mescola C2, C3 e C4, la stessa tipologia di coperture scelta per l'edizione inaugurale del Gran Premio nel 2021.
La Federazione conferma le tre zone DRS utilizzate nella prima edizione della gara. La prima zona è fissata sul rettilineo principale di partenza, con detection point posto all'entrata della curva 27, la seconda zona è stabilita tra l'uscita della curva 19 e la curva 22, con detection point fissato all'uscita della curva 17, la terza zona è determinata tra l'entrata della curva 25 e la curva 27, con detection point fissato all'entrata della curva 22.
Al circuito cittadino di Gedda, dopo il suo debutto nel calendario del campionato mondiale di Formula 1 nella stagione precedente, sono state apportate diverse modifiche volte a migliorare la sicurezza, visto le ampie velocità che vengono raggiunte nel tempo di percorrenza sul giro. Durante la prima edizione della gara, il circuito è stato teatro di due bandiere rosse durante le fasi iniziali del Gran Premio, causate prima dal danneggiamento di alcune barriere e dopo da un incidente che ha visto protagonisti diversi piloti. Anche le gare di contorno alla Formula 1 sono state fermate per via di alcuni gravi incidenti.
Diverse modifiche vengono apportate al circuito per aiutare a migliorare la visibilità dei piloti dall'abitacolo: alla curva 2 e alla curva 3 le barriere sul lato sinistro sono state spostate indietro per migliorare la visibilità dalla curva 2 alla curva 4; all'apice della curva 4, della curva 16, della curva 22 e della curva 24 alle barriere di cemento è stata aggiunta una superficie liscia; all'apice della curva 14 e della curva 21 le barriere sono state spostate indietro di circa 1,5 metri per migliorare la visibilità; all'uscita della curva 27 la pista è stata allargata di 12 metri.
In questo Gran Premio, la Federazione esperimenta degli schermi a bordo pista per migliorare ancora di più il livello di sicurezza dei piloti, e scongiurare così il rischio di pericolosi tamponamenti su un circuito stretto e dalle alte velocità. I display sono stati installati alla sinistra della pista alle curve 13, 16 e 19. L’obiettivo è quello di dare ai piloti un ulteriore avvertimento, se si trovassero dietro l’angolo proprio mentre qualcuno davanti a loro dovesse finire a muro. Se il progetto funziona, gli schermi saranno introdotti in altre piste cittadine.
La Federazione rende noto che al termine della gara del precedente Gran Premio del Bahrein, tra le prime dieci vetture classificate è stata sorteggiata la Ferrari di Carlos Sainz Jr. per le verifiche tecniche. Le ispezioni hanno riguardato i bodywork, i copriruota, i cerchi e i dispositivi di fissaggio delle ruote anteriori e posteriori. Tutti i componenti ispezionati sono risultati essere conformi al regolamento tecnico.
Nella giornata del mercoledì, la Red Bull utilizza il primo di otto coprifuochi concessi durante la stagione per effettuare le operazioni sulle proprie vetture. Il team austriaco non riceve sanzioni.
Prima dell'inizio della prima sessione di prove libere del venerdì, sulla vettura di Fernando Alonso e Pierre Gasly viene installata la seconda unità relativa al motore a combustione interna, al turbocompressore, all'MGU-H, all'MGU-K e all'impianto di scarico. Sulla vettura di Gasly viene installata anche la seconda unità relativa al sistema del recupero dell'energia e all'unità di controllo elettronico. Sulla vettura di Sergio Pérez viene installata la seconda unità relativa al turbocompressore e all'MGU-H. Tutti i piloti non sono penalizzati sulla griglia di partenza in quanto i nuovi componenti installati rientrano tra quelli utilizzabili nel numero massimo stabilito dal regolamento tecnico.
Sulla vettura di Lando Norris e Pierre Gasly viene installata la seconda scatola del cambio e la seconda trasmissione. Entrambi i piloti non sono penalizzati sulla griglia di partenza in quanto i nuovi componenti rientrano tra quelli utilizzabili nel numero massimo stabilito dal regolamento tecnico.
Prima dell'inizio della terza sessione di prove libere del sabato, il diretto di gara, il tedesco Niels Wittich, comunica che il pilota che intende creare uno spazio davanti a sé al fine di ottenere un giro libero non dovrebbe tentare di farlo dalla curva 23 alla curva 25. In caso contrario, ogni pilota viene segnalato ai commissari per avere violato il regolamento sportivo.

### Aspetti sportivi
Il Gran Premio rappresenta il secondo appuntamento stagionale a distanza di una settimana che ha visto la disputa del Gran Premio del Bahrein, gara d'apertura del campionato. Il Gran Premio d'Arabia Saudita, seconda gara consecutiva corsa in Medio Oriente in questa stagione, segnò il suo debutto nel calendario del campionato mondiale di Formula 1 nella precedente stagione, il trentaquattresimo Paese a ospitare una gara quale prova valida per il campionato mondiale. A differenza della prima edizione della gara corsa a inizio dicembre, la Federazione colloca il Gran Premio in calendario come il secondo appuntamento, a fine marzo. La gara si disputa in notturna, come l'anno precedente. Sponsor del Gran Premio, come nell'edizione del 2021, è la multinazionale locale di telefonia mobile STC.
Nonostante il Gran Premio vede la disputa della sua seconda edizione, essa potrebbe essere l'ultima nella quale la gara viene corsa sul circuito cittadino di Gedda, sulle rive del Mar Rosso. Secondo il contratto tra i promotori e Liberty Media con attuale valenza fino alla stagione 2030, l'obiettivo principale degli organizzatori è quello di spostare la sede del Gran Premio in un circuito permanente a Qiddiya, un quartiere della capitale saudita Riad. Nelle settimane precedenti alla disputa della corsa, viene reso noto che complice il ritardo nei lavori di realizzazione del circuito a Qiddiya, quello di Gedda dovrebbe rimanere nel mondiale regolarmente fino al 2023 compreso, per poi cedere il testimone al nuovo autodromo di Qiddiya, attualmente in costruzione.
La disputa del Gran Premio viene messa in discussione a causa del conflitto tra Iran e Arabia Saudita, sostanzialmente per il controllo dello Yemen. Nella settimana precedente, missili e droni colpiscono varie aree dell'Arabia Saudita, tra cui la città di Gedda, sede della gara, e la regione di Jizan. Gli organizzatori dell'evento hanno tuttavia minimizzato l'accaduto, affermando che tutte le misure necessarie sono state prese per garantire la sicurezza di tutti gli spettatori, nonché del personale partecipante e dei media. Nella giornata del venerdì, il gruppo armato Huthi, appoggiato dall'Iran, lancia un missile contro una struttura presente vicino al circuito sponsorizzata da Aramco, compagnia nazionale saudita di idrocarburi. In serata, dopo una riunione con i dieci team principal e i 20 piloti delle scuderie, essi si sono definiti concordi nel continuare il Gran Premio come da programma. Il giorno successivo la Formula 1 e la Federazione rilasciano un comunicato ufficiale affermando la continuazione del Gran Premio. Già prima dell'inizio del campionato, a causa delle ripercussioni legate all'invasione russa dell'Ucraina, la Federazione annulla il Gran Premio di Russia in programma a settembre, terminando allo stesso tempo il contratto per la disputa della gara nelle stagioni future. Esso sarà sostituito.
La scuderia francese Alpine, come nel precedente Gran Premio del Bahrein, gara d'apertura del mondiale, partecipa con una livrea rosa, forte della sponsorizzazione con BWT. La Williams mantiene la pilota britannica Jamie Chadwick nella propria Academy anche per questa stagione. La Formula 1 firma un nuovo accordo con MSC Crociere, diventando global partner per il campionato. La piattaforma australiana Foxtel rinnova i diritti per trasmettere il Gran Premio d'Australia anche nelle successive stagioni. Nel corso del Consiglio Regionale della Lombardia, la regione aumenta il contribuito all’ACI per il tracciato brianzolo, sede del Gran Premio d'Italia, da cinque a otto milioni di euro all’anno.
Il pilota tedesco dell'Aston Martin, Sebastian Vettel, dopo avere saltato il precedente Gran Premio del Bahrein a causa della sua positività al SARS-CoV-2, non prende parte neanche a questa gara in quanto non recupera dalla positività, venendo anche in questo caso sostituito dal pilota di riserva della scuderia, il connazionale Nico Hülkenberg.
Per questo Gran Premio, come il precedente, la FIA designa il tedesco Niels Wittich quale direttore di gara. L'ex pilota di Formula 1 Enrique Bernoldi è nominato commissario aggiunto. Il brasiliano ha svolto in passato, in diverse occasioni, tale funzione, l'ultima al Gran Premio di Turchia 2021. È la casa automobilistica tedesca Mercedes, come nella gara precedente, a fornire la safety car e la medical car.

## Prove

### Resoconto
Nella prima sessione del venerdì il pilota più rapido è Charles Leclerc. Il monegasco ha colto un tempo più alto di un secondo, rispetto al miglior tempo della analoga sessione del 2021, anche se confronti tra i tempi sono difficili in quanto la pista è stata modificata. La Ferrari ha, nel corso della sessione, atteso ben mezz'ora prima di fare scendere in pista i propri piloti.
Alle sue spalle si è classificato Max Verstappen. Il campione del mondo ha colto la sua migliore prestazione con pneumatici a mescola dura, rimanendo a oltre un decimo dal tempo di Leclerc, ottenuto invece con gomme a mescola morbida. Il terzo tempo è di Valtteri Bottas, che ha preceduto di poco Carlos Sainz Jr.: con questo ben tre vetture con power unit Ferrari si sono portate nei primi quattro posti.
Si sono dimostrate maggiormente in difficoltà le Mercedes, con Lewis Hamilton, che ha chiuso con il nono tempo, mentre George Russell è quindicesimo. La sessione è stata interrotta per otto minuti, dopo che Lando Norris ha colpito, con la sua McLaren, un cartello segnaletico, che si è disintegrato, rendendo necessaria la pulizia del tracciato. Non ha tempi cronometrati Kevin Magnussen, fermato da un problema idraulico.
Al termine della prima sessione di prove libere del venerdì, Alexander Albon e Mick Schumacher vengono convocati dai commissari sportivi in quanto il thailandese ha ostacolato il tedesco tra le curve 8 e 9. Albon riceve una reprimenda, la prima della stagione.
Dopo che il gruppo armato Huthi, appoggiato dall'Iran, spara un missile contro una struttura presente vicino al circuito sponsorizzata da Aramco, compagnia nazionale saudita di idrocarburi, durante la prima sessione di prove libere, nell'interesse della sicurezza di tutti i partecipanti al Gran Premio, l'inizio della seconda sessione di prove libere viene posticipato di 15 minuti.
Leclerc si è confermato anche nella seconda sessione di prove libere, quale pilota più veloce. Alle spalle del pilota della Ferrari c'è ancora Verstappen, mentre al terzo posto è salito l'altro pilota della Ferrari, Sainz Jr.. Le due Ferrari non hanno potuto effettuare nessuna simulazione di gara, in quanto entrambi i piloti hanno fatto strisciare le loro vetture contro i muretti della pista, danneggiandole. Dal canto suo il campione del mondo Verstappen ha colto il tempo con gomme medie, in quanto, in entrambi i tentativi con gomme a mescola morbida, è stato impedito: nel primo caso per un sovrasterzo, nel secondo per una virtual safety car, che è stata imposta sulla pista, dopo che sulla vettura di Magnussen si è verificato un problema alla power unit.
Hanno migliorato la loro competitività le Mercedes, con Hamilton quinto e Russell sesto. Le vetture tedesche sembrano essere più guidabili a pieno carico di benzina, quando il problema del saltellamento anteriore è meno presente. Tra gli altri piloti c'è da segnalare che anche Yuki Tsunoda non ha potuto completare un long run, per un guasto al motore.
È stato cancellato un tempo dai commissari sportivi a causa dell'esposizione delle doppie bandiere gialle, durante la seconda sessione di prove libere. Se l'è visto cancellare Sergio Pérez.
Prima dell'inizio della terza sessione di prove libere del sabato sulla vettura di Yuki Tsunoda viene installata la seconda unità relativa al motore a combustione interna, al turbocompressore, all'MGU-H, all'MGU-K e all'impianto di scarico. Sulla vettura di Kevin Magnussen viene installata la seconda unità relativa all'unità di controllo elettronico. Entrambi i piloti non sono penalizzati sulla griglia di partenza in quanto i nuovi componenti installati rientrano tra quelli utilizzabili nel numero massimo stabilito dal regolamento tecnico.
Leclerc riesce a confermarsi quale pilota più rapido, anche nell'ultima sessione di prove libere. In questo caso il monegasco è riuscito a scalzare dalla vetta dei tempi Verstappen utilizzando un set di gomme morbide già usate. Alle spalle dell'olandese si sono piazzati i due compagni di team dei primi due: Pérez e Sainz Jr.. Le Ferrari, a differenza delle Red Bull, hanno bisogno di due giri di riscaldamento delle gomme, prima di potere attaccare il giro veloce.
Si sono verificati dei problemi tecnici all'AlphaTauri, con Pierre Gasly che ha rotto un semiasse, e Yuki Tsunoda, che è stato costretto all'uso del secondo motore della stagione. La scuderia di Faenza è stata comunque competitiva, ottenendo il quinto e sesto tempo. Risulta ancora in difficoltà la Mercedes, con entrambi i piloti fuori dai migliori dieci, e con la difficoltà evidenziate anche nella simulazione di gara. Gli ultimi sette tempi sono realizzati da vetture motorizzate dal costruttore tedesco.

### Risultati
Nella prima sessione del venerdì si è avuta questa situazione:
| Pos | Nº | Pilota          | Costruttore          | Tempo    | Gap    | Giri |
| --- | -- | --------------- | -------------------- | -------- | ------ | ---- |
| 1   | 16 | Charles Leclerc | Ferrari              | 1'30"772 |        | 17   |
| 2   | 1  | Max Verstappen  | Red Bull Racing-RBPT | 1'30"888 | +0"116 | 24   |
| 3   | 77 | Valtteri Bottas | Alfa Romeo-Ferrari   | 1'31"084 | +0"312 | 22   |

Nella seconda sessione del venerdì si è avuta questa situazione:
| Pos | Nº | Pilota           | Costruttore          | Tempo    | Gap    | Giri |
| --- | -- | ---------------- | -------------------- | -------- | ------ | ---- |
| 1   | 16 | Charles Leclerc  | Ferrari              | 1'30"074 |        | 15   |
| 2   | 1  | Max Verstappen   | Red Bull Racing-RBPT | 1'30"214 | +0"140 | 23   |
| 3   | 55 | Carlos Sainz Jr. | Ferrari              | 1'30"320 | +0"246 | 12   |

Nella sessione del sabato mattina si è avuta questa situazione:
| Pos | Nº | Pilota          | Costruttore          | Tempo    | Gap    | Giri |
| --- | -- | --------------- | -------------------- | -------- | ------ | ---- |
| 1   | 16 | Charles Leclerc | Ferrari              | 1'29"735 |        | 23   |
| 2   | 1  | Max Verstappen  | Red Bull Racing-RBPT | 1'29"768 | +0"033 | 12   |
| 3   | 11 | Sergio Pérez    | Red Bull Racing-RBPT | 1'29"833 | +0"098 | 16   |

## Qualifiche

### Resoconto
Kevin Magnussen è il primo pilota a fare segnare un tempo di riferimento. Alle sue spalle si portano le due McLaren, mentre George Russell è quarto. L'altro pilota dell'Haas, Mick Schumacher, scala, in seguito secondo. Nel corso del primo giro veloce di Charles Leclerc vengono esposte le bandiere gialle, poi la sessione viene interrotta, per l'incidente di Nicholas Latifi. La sua monoposto ha sbattuto contro le barriere, rendendo necessario l'intervento dei commissari. Il canadese non subisce conseguenze fisiche dall'impatto.
Quando la sessione viene rilanciata, Yuki Tsunoda, subito dopo essere entrato in pista, riceve l'ordine della sua scuderia di tornare ai box, per un problema di affidabilità, legato al carburante. Il giapponese, che non ha ancora tempi validi, non potrà più riprendere la pista, diventando così il primo a non potere passare alla Q2. Valtteri Bottas sale al comando (1'30"131), poco prima che Max Verstappen abbassi il limite a 1'29"330. L'altro pilota della Red Bull Racing, Sergio Pérez si piazza a sette decimi da Verstappen; il tempo dell'olandese viene migliorato dalla coppia della Ferrari: Leclerc chiude in 1'29"039, mentre Sainz Jr. fa anche meglio, portandosi a 1'28"855.
Russell risale quarto, mentre Lewis Hamilton non riesce a trovare un buon assetto di gara, chiudendo solo tredicesimo. Chi migliora è Lando Norris, quinto. Poco dopo il britannico è battuto da Bottas, mentre Zhou Guanyu è ottavo. Rimonta secondo Verstappen, mentre Pierre Gasly è quinto. Chi non riesce ancora a trovare un giro buono è Hamilton, che è sceso al sedicesimo posto. Anche nell'ultimo tentativo il britannico non è capace di migliorare, tanto che rimane solo quindicesimo. La sua eliminazione è sancita da Lance Stroll, che batte il suo tempo. Oltre al pilota della Mercedes, non passano alla sessione successiva Albon, Hülkenberg, oltre che Latifi, vittima di incidente, e Tsunoda, con guai tecnici. Hamilton non veniva eliminato in questa prima fase, al netto di problemi tecnici, penalità o condizioni meteorologiche, dal Gran Premio di Gran Bretagna 2009.
In Q2 Leclerc segna subito 1'28"883. Russell è secondo, ma staccato di quasi un secondo dal tempo del ferrarista. Al tempo di Leclerc si avvicina Pérez, a soli 0"041, dal tempo del monegasco. Sainz Jr., terzo, è staccato di meno di due decimi dal compagno di team. Il dominio di Ferrari e Red Bull è confermato da Verstappen, che s'inserisce al terzo posto, a meno di un decimo dal primo tempo. Ocon non può chiudere un giro veloce, venendo impedito da Daniel Ricciardo, lento, sulla traiettoria del francese. Bottas prende, nel frattempo, il sesto tempo.
Schumacher sale sul cordolo della curva 11 velocemente, perde il controllo della Haas e sbatte contro il muro della curva successiva. La sessione viene interrotta, con bandiera rossa. Il pilota tedesco è subito soccorso dalla vettura medicale. Dopo essere stato estratto dalla monoposto viene portato al centro medico del circuito. In seguito viene trasportato, comunque cosciente, verso un ospedale cittadino.
Alle 21:40 la sessione viene ripresa, dopo che i commissari sono stati impegnati nella ripulitura della pista. Il tracciato è comunque soggetto a una modifica delle condizioni, che non permettono ai piloti di migliorare facilmente i tempi. Alonso ne è comunque capace, tanto che è quinto, così come Magnussen, che scala settimo. Sainz Jr. prende il miglior crono (1'28"686). Non entrano in Q3 Norris, Ricciardo, Zhou, Schumacher e Stroll.
Nella fase decisiva Verstappen è il primo a cercare il tempo, ma è costretto ad abortire il giro, e a effettuare, di fatto, un secondo giro di riscaldamento. I primi piloti, perciò, a chiudere il giro sono i ferraristi: Leclerc segna 1'28"446, battuto subito da Sainz Jr. (1'28"402). Esteban Ocon chiude a sei decimi, mentre Gasly è due decimi dietro al connazionale. Pérez resta terzo, a 0"152 da Sainz Jr., mentre Ocon, e poi, Alonso si posizionano dietro al trio di testa. Verstappen non riesce a battere il tempo del duo dell'Alpine, ed è solo sesto. Russell e Bottas, che optano per un solo tentativo, fanno meglio dell'olandese, con il quinto e sesto tempo.
Nella parte finale della sessione Leclerc è capace di battere il tempo del compagno di team, che, dal suo canto non migliora il primo tempo ottenuto. Il tempo del monegasco è però, a sua volta, limato da Pérez, che chiude in 1'28"201. Anche Verstappen si migliora, salendo al quarto posto. Pérez coglie la sua prima pole position della carriera in Formula 1, dopo avere preso parte a 215 Gran Premi, stabilendo un nuovo record per il numero di Gran Premi effettuati prima di ottenere la partenza al palo, superando le 130 gare dell'australiano Mark Webber. Questa è anche la prima partenza al palo per un pilota messicano nel mondiale, la ventitreesima nazione a rappresentare un pilota in prima posizione, e per il fornitore di motori della scuderia austriaca, la Red Bull Powertrains, in sigla RBPT. Pérez batte Max Verstappen in qualifica per la seconda volta da quando corre per la Red Bull dopo il Gran Premio dell'Emilia-Romagna 2021. Il quarto posto dell'olandese è il peggior risultato in qualifica dal Gran Premio d'Italia 2020 dove ottenne il quinto posto. Charles Leclerc parte secondo per la seconda volta dopo il Gran Premio del Giappone 2019. Si è trattato della centotreesima qualificazione consecutiva al Q3 per Valtteri Bottas. Kevin Magnussen riesce a qualificarsi al Q3 nel secondo Gran Premio consecutivo per la prima volta dal 2019 tra il Gran Premio di Monaco e il Gran Premio del Canada. L'ultima eliminazione per Lewis Hamilton in Q1 avvenne nel Gran Premio del Brasile 2017 a causa di un incidente, mentre senza subire penalità o condizioni meteorologiche avverse nel Gran Premio di Gran Bretagna 2009. Le ultime cinque vettura qualificate sono motorizzate Mercedes.
Al termine delle qualifiche, Alexander Albon, Kevin Magnussen e Daniel Ricciardo vengono convocati dai commissari sportivi per una situazione di pericolo avvenuta in pit lane, durante la Q1. Ricciardo viene anche convocato, insieme a Esteban Ocon, per avere ostacolato quest'ultimo alla curva 9, durante la Q2. Nel primo caso, Magnussen e Albon non ricevono sanzioni, mentre nel secondo caso Ricciardo viene penalizzato di tre posizioni sulla griglia di partenza e di un punto sulla superlicenza. La McLaren viene multata di 10 000 euro dalla Federazione.
La scuderia statunitense Haas comunica che Mick Schumacher non prende parte alla gara a causa dell'incidente in qualifica. Nonostante il pilota dichiari di potere correre, la squadra non dispone di materiale sufficiente per assemblare la vettura dopo l'incidente.

### Risultati
Nella sessione di qualifica si è avuta questa situazione:
| Pos                         | Nº | Pilota           | Costruttore                  | Q1          | Q2       | Q3       | Griglia |
| --------------------------- | -- | ---------------- | ---------------------------- | ----------- | -------- | -------- | ------- |
| 1                           | 11 | Sergio Pérez     | Red Bull Racing-RBPT         | 1'29"705    | 1'28"924 | 1'28"200 | 1       |
| 2                           | 16 | Charles Leclerc  | Ferrari                      | 1'29"039    | 1'28"780 | 1'28"225 | 2       |
| 3                           | 55 | Carlos Sainz Jr. | Ferrari                      | 1'28"855    | 1'28"686 | 1'28"402 | 3       |
| 4                           | 1  | Max Verstappen   | Red Bull Racing-RBPT         | 1'28"928    | 1'28"945 | 1'28"461 | 4       |
| 5                           | 31 | Esteban Ocon     | Alpine-Renault               | 1'30"093    | 1'29"584 | 1'29"068 | 5       |
| 6                           | 63 | George Russell   | Mercedes                     | 1'29"680    | 1'29"618 | 1'29"104 | 6       |
| 7                           | 14 | Fernando Alonso  | Alpine-Renault               | 1'29"978    | 1'29"295 | 1'29"147 | 7       |
| 8                           | 77 | Valtteri Bottas  | Alfa Romeo-Ferrari           | 1'29"683    | 1'29"404 | 1'29"183 | 8       |
| 9                           | 10 | Pierre Gasly     | AlphaTauri-RBPT              | 1'29"891    | 1'29"418 | 1'29"254 | 9       |
| 10                          | 20 | Kevin Magnussen  | Haas-Ferrari                 | 1'29"831    | 1'29"546 | 1'29"588 | 10      |
| 11                          | 4  | Lando Norris     | McLaren-Mercedes             | 1'29"957    | 1'29"651 | N.D.     | 11      |
| 12                          | 3  | Daniel Ricciardo | McLaren-Mercedes             | 1'30"009    | 1'29"773 | N.D.     | 14      |
| 13                          | 24 | Zhou Guanyu      | Alfa Romeo-Ferrari           | 1'29"978    | 1'29"819 | N.D.     | 12      |
| 14                          | 47 | Mick Schumacher  | Haas-Ferrari                 | 1'30"167    | 1'29"920 | N.D.     | –       |
| 15                          | 18 | Lance Stroll     | Aston Martin Aramco-Mercedes | 1'30"256    | 1'31"009 | N.D.     | 13      |
| 16                          | 44 | Lewis Hamilton   | Mercedes                     | 1'30"343    | N.D.     | N.D.     | 15      |
| 17                          | 23 | Alexander Albon  | Williams-Mercedes            | 1'30"492    | N.D.     | N.D.     | 16      |
| 18                          | 27 | Nico Hülkenberg  | Aston Martin Aramco-Mercedes | 1'30"543    | N.D.     | N.D.     | 17      |
| 19                          | 6  | Nicholas Latifi  | Williams-Mercedes            | 1'31"817    | N.D.     | N.D.     | 18      |
| Tempo limite 107%: 1'35"074 |    |                  |                              |             |          |          |         |
| NQ                          | 22 | Yuki Tsunoda     | AlphaTauri-RBPT              | senza tempo | N.D.     | N.D.     | 19      |

In grassetto sono indicate le migliori prestazioni in Q1, Q2 e Q3.

## Gara

### Resoconto
Il pilota giapponese dell'AlphaTauri, Yuki Tsunoda, non prende parte al Gran Premio a causa di un problema al motore verificatosi prima di schierarsi sulla griglia di partenza.
Sergio Pérez riesce a mantenersi al comando, seguito da Charles Leclerc; dietro al monegasco Max Verstappen prende la terza posizione, davanti a Carlos Sainz Jr.. Alle loro spalle ci sono Esteban Ocon, George Russell e Fernando Alonso. Al quarto giro Ocon cede a Russell, ma riesce a difendersi dall'attacco dell'altro pilota dell'Alpine, Alonso, chiudendo la traiettoria, sul rettilineo dei box. Lo spagnolo completa il sorpasso solo al sesto giro, ma deve vedersi dal contrattacco del francese, che riprende la posizione nel giro successivo; Ocon, però, va lungo, taglia la seconda curva, ed è così costretto, il giro dopo, a restituire la posizione. La lotta fra i due consente a Valtteri Bottas di avvicinarsi.
Dopo dieci giri Pérez comanda il Gran Premio, con 2"5 di margine su Leclerc, 4"4 su Verstappen e 7"4 su Sainz Jr.. Russell, quinto, è staccato di oltre 17 secondi dal messicano. Ocon continua a cercare di passare Alonso, ma senza successo, tanto che la scuderia invita i piloti a mantenere le posizioni. Ne approfitta Bottas, che scavalca Ocon, al tredicesimo giro. Due giri dopo si ferma, per il cambio gomme, Pérez. Il pilota della Red Bull opta per gomme dure, e rientra in gara alle spalle di Russell. Poco dopo Nicholas Latifi finisce contro le barriere, danneggiando la monoposto. La direzione di gara decide prima per il regime di virtual safety car, e in seguito per l'invio in pista della vettura di sicurezza. Molti dei piloti che non avevano ancora effettuato il cambio-gomme, decidono di entrare ai box. Si verifica anche un pericoloso incrocio di traiettorie tra Verstappen, in uscita dalla sua piazzola, e Sainz Jr.. Al rientro in pista lo spagnolo della Ferrari si trova appaiato a Pérez, che avrebbe dovuto, invece, cedergli la posizione, avendo Sainz Jr. superato la linea d'uscita dalla pit lane prima del messicano.
Pérez, che ora è solo terzo, alle spalle di Leclerc e Verstappen, cede la terza piazza, solo dopo che la gara ha ripreso nella sua valenza agonistica. Alle spalle di Sainz Jr. c'è ancora Russell, mentre, dietro al pilota della Mercedes, si trovano ora Kevin Magnussen, Lewis Hamilton e Nico Hülkenberg, che non sono passati al cambio-gomme. Hamilton, dopo un duello prolungato, ha la meglio sul danese della Haas. Al trentesimo giro Leclerc comanda con 1"6 di vantaggio su Verstappen, 5"2 su Sainz Jr. e 7"6 su Pérez.
Durante il trentacinquesimo passaggio, Magnussen cede la posizione anche ad Alonso che, però, subito dopo, rallenta vistosamente per un guaio tecnico. Poco dopo anche Daniel Ricciardo è vittima di un problema sulla sua vettura: l'australiano non riesce a riportare la sua McLaren nella corsia dei box, e deve lasciarla nella corsia d'entrata della pit lane. Nemmeno Alonso riesce nell'intento di fermare la sua monoposto ai box, e la ferma pochi metri dopo quella di Ricciardo. Nel frattempo si ritira anche Bottas. La direzione di gara decide, ancora, per l'apposizione del regime di virtual safety car e, vista la necessità di spostare le due vetture ferme sulla corsia di entrata ai box, decide per la chiusura della stessa.
Negli ultimi giri s'infiamma la lotta per la vittoria. Al quarantaduesimo giro Verstappen passa Leclerc all'ultima curva. Il monegasco sfrutta il DRS sul rettilineo dei box, e ripassa al comando. La stessa situazione si riproduce al giro seguente: questa volta l'olandese non passa, con Leclerc che aveva anche bloccato le ruote, proprio per fare transitare davanti Verstappen, e poi ripassarlo, ancora alla prima curva. Il campione del mondo passa al quarantaseiesimo giro, usando la staccata della prima curva, non consentendo, così, all'avversario la risposta immediata. Quando Leclerc tenta di nuovo di ritornare davanti, le bandiere gialle nel primo settore, dovute a un contatto tra Alexander Albon e Lance Stroll, non gli consentono l'attacco. Il ferrarista si avvicina anche all'ultimo giro ma, all'ultima curva, è troppo lontano per chiudere il sorpasso.
Max Verstappen coglie la sua ventunesima vittoria in carriera, chiudendo davanti al duo della Ferrari. Il pilota olandese eguaglia il numero di successi dell'ex pilota finlandese di Formula 1 Kimi Räikkönen. Con il quarto posto di Sergio Pérez, la Red Bull ottiene 37 punti, più di qualsiasi altro team, dopo essere stati l'unico costruttore oggetto di un doppio ritiro nel precedente Gran Premio del Bahrein. È la prima vittoria, al secondo Gran Premio, per una vettura motorizzata Red Bull Powertrains, in sigla RBPT, il nome con il quale i precedenti motori Honda sono montati sulle vetture austriache. Era dal Gran Premio del Brasile 2013, all'epoca con Sebastian Vettel sempre su Red Bull, che una vettura con il numero 1 non tagliava il traguardo per prima. La vittoria del campione del mondo è arrivata nel ventottesimo anniversario dal debutto in Formula 1 del padre Jos Verstappen nel Gran Premio del Brasile 1994. Carlos Sainz Jr. conclude a punti per il diciassettesimo Gran Premio consecutivo. Per la prima volta dal Gran Premio di Singapore 2019 la Ferrari presenta due vetture a podio, per la seconda gara consecutiva. Verstappen, Pérez e Pierre Gasly, ritirati nel precedente Gran Premio del Bahrein, ottengono punti in questo appuntamento. La Haas, grazie al nono posto di Kevin Magnussen, conquista punti nella seconda gara di fila per la prima volta dal 2019 tra i Gran Premi di Spagna e Monaco. Non si verificava un margine di distacco così basso tra il primo e il secondo classificato dal Gran Premio d'Italia 2020 quando a vincere fu Pierre Gasly davanti a Carlos Sainz Jr.. Lewis Hamilton termina la gara al decimo posto per la prima volta dal Gran Premio di Corea 2012 alla guida della McLaren-Mercedes. Solo 13 vetture hanno raggiunto la bandiera a scacchi, il numero più basso dal Gran Premio d'Ungheria 2021.
Sono stati undici i tempi cancellati dai commissari sportivi per avere tagliato la curva 2 durante la gara. Si sono visti cancellare il tempo Alexander Albon, Zhou Guanyu e Esteban Ocon (due volte), Lando Norris, Nicholas Latifi, Kevin Magnussen, Sergio Pérez e Charles Leclerc (una volta).

### Risultati
I risultati del Gran Premio sono i seguenti:
| Pos | Nº | Pilota           | Costruttore                  | Giri | Tempo/Ritiro              | Griglia | Punti |
| --- | -- | ---------------- | ---------------------------- | ---- | ------------------------- | ------- | ----- |
| 1   | 1  | Max Verstappen   | Red Bull Racing-RBPT         | 50   | 1h24'19"293               | 4       | 25    |
| 2   | 16 | Charles Leclerc  | Ferrari                      | 50   | +0"549                    | 2       | 19    |
| 3   | 55 | Carlos Sainz Jr. | Ferrari                      | 50   | +8"097                    | 3       | 15    |
| 4   | 11 | Sergio Pérez     | Red Bull Racing-RBPT         | 50   | +10"800                   | 1       | 12    |
| 5   | 63 | George Russell   | Mercedes                     | 50   | +32"732                   | 6       | 10    |
| 6   | 31 | Esteban Ocon     | Alpine-Renault               | 50   | +56"017                   | 5       | 8     |
| 7   | 4  | Lando Norris     | McLaren-Mercedes             | 50   | +56"124                   | 11      | 6     |
| 8   | 10 | Pierre Gasly     | AlphaTauri-RBPT              | 50   | +1'02"946                 | 9       | 4     |
| 9   | 20 | Kevin Magnussen  | Haas-Ferrari                 | 50   | +1'04"308                 | 10      | 2     |
| 10  | 44 | Lewis Hamilton   | Mercedes                     | 50   | +1'13"948                 | 15      | 1     |
| 11  | 24 | Zhou Guanyu      | Alfa Romeo-Ferrari           | 50   | +1'22"215                 | 12      |       |
| 12  | 27 | Nico Hülkenberg  | Aston Martin Aramco-Mercedes | 50   | +1'31"742                 | 17      |       |
| 13  | 18 | Lance Stroll     | Aston Martin Aramco-Mercedes | 49   | +1 giro                   | 13      |       |
| 14  | 23 | Alexander Albon  | Williams-Mercedes            | 47   | Collisione con L. Stroll  | 16      |       |
| Rit | 77 | Valtteri Bottas  | Alfa Romeo-Ferrari           | 36   | Sistema di raffreddamento | 8       |       |
| Rit | 14 | Fernando Alonso  | Alpine-Renault               | 35   | Pompa dell'acqua          | 7       |       |
| Rit | 3  | Daniel Ricciardo | McLaren-Mercedes             | 35   | Cambio                    | 14      |       |
| Rit | 6  | Nicholas Latifi  | Williams-Mercedes            | 14   | Incidente                 | 18      |       |
| NP  | 22 | Yuki Tsunoda     | AlphaTauri-RBPT              | 0    | Motore                    | –       |       |
| NP  | 47 | Mick Schumacher  | Haas-Ferrari                 | 0    | Incidente in qualifica    | –       |       |

Charles Leclerc riceve un punto addizionale per avere segnato il giro più veloce della gara.

## Classifiche mondiali

### Piloti
| Pos | Pilota           | Punti |
| --- | ---------------- | ----- |
| 1   | Charles Leclerc  | 45    |
| 2   | Carlos Sainz Jr. | 33    |
| 3   | Max Verstappen   | 25    |
| 4   | George Russell   | 22    |
| 5   | Lewis Hamilton   | 16    |
| 6   | Esteban Ocon     | 14    |
| 7   | Sergio Pérez     | 12    |
| 8   | Kevin Magnussen  | 12    |
| 9   | Valtteri Bottas  | 8     |
| 10  | Lando Norris     | 6     |
| 11  | Yuki Tsunoda     | 4     |
| 12  | Pierre Gasly     | 4     |
| 13  | Fernando Alonso  | 2     |
| 14  | Zhou Guanyu      | 1     |

### Costruttori
| Pos | Costruttore          | Punti |
| --- | -------------------- | ----- |
| 1   | Ferrari              | 78    |
| 2   | Mercedes             | 38    |
| 3   | Red Bull Racing-RBPT | 37    |
| 4   | Alpine-Renault       | 16    |
| 5   | Haas-Ferrari         | 12    |
| 6   | Alfa Romeo-Ferrari   | 9     |
| 7   | AlphaTauri-RBPT      | 8     |
| 8   | McLaren-Mercedes     | 6     |

## Decisioni della FIA
Al termine della gara, Lance Stroll e Alexander Albon vengono convocati dai commissari sportivi a seguito di una collisione tra i due piloti alla prima curva. Albon viene penalizzato di tre posizioni sulla griglia di partenza e di due punti sulla superlicenza nel successivo Gran Premio d'Australia. Non vengono presi provvedimenti da parte dei commissari durante l'esposizione delle bandiere gialle nel corso del quarantanovesimo e cinquantesimo giro in quanto tutti i piloti hanno rallentato durante la situazione di pericolo.